# Slag om Attu
De Slag om Attu was een onderdeel van de Slag om de Aleoeten tussen het Japanse Keizerrijk en de Verenigde Staten tijdens de Tweede Wereldoorlog. De slag duurde van 11 tot 30 mei 1943. Het was de enige veldslag tijdens de oorlog in de Grote Oceaan die op grondgebied van de V.S. werd gestreden en tevens de enige slag tussen de twee machten die plaatsvond in de sneeuw.

## De slag
De Amerikaanse strijdmacht bestond voornamelijk uit soldaten van het Amerikaanse leger, en landde op het eiland om het te heroveren op de Japanners, die het in oktober 1942 hadden bezet. De Amerikaanse troepen werden geleid door generaal-majoor Albert Brown en generaal-majoor Eugene Landrum. De Japanse troepen stonden onder leiding van kolonel Yasuyo Yamasaki.
De Japanse verdediging was steviger dan de Amerikanen hadden verwacht. Daarnaast had het arctische klimaat een grote invloed op de Amerikaanse soldaten, die niet goed uitgerust waren tegen extreme weersomstandigheden. Circa 2100 Amerikaanse soldaten werden geëvacueerd vanwege bevriezing en dergelijke aandoeningen. Desondanks wisten de Amerikanen de Japanners terug te dringen tot de kust van het eiland.

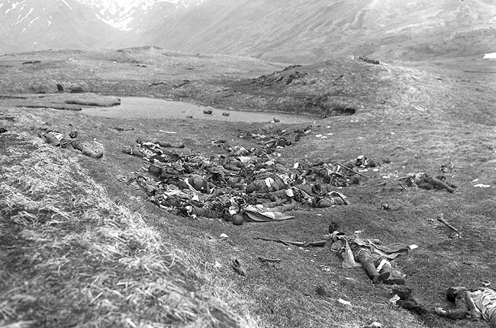
Dode Japanse soldaten na de banzai-aanval

Hierop lanceerden de Japanners een verrassingsaanval, gebruikmakend van een banzai-aanval. Hiermee wisten ze door de Amerikaanse frontlinie te breken. Hierop volgden handgevechten tussen de Japanners en verraste, geschokte Amerikanen uit de flanken, waarbij de meeste Japanners werden gedood. Na de aanval was de slag zo goed als over. Slechts 29 van de 2900 Japanse troepen overleefden de slag en werden krijgsgevangen gemaakt.
De Slag om Attu was de laatste veldslag tijdens de Slag om de Aleoeten. Het Japanse garnizoen dat bij Kiska gelegerd was werd op 28 juli 1943 geëvacueerd, waarmee de Japanse aanwezigheid op de Aleoeten beëindigd was.